# Бакёво

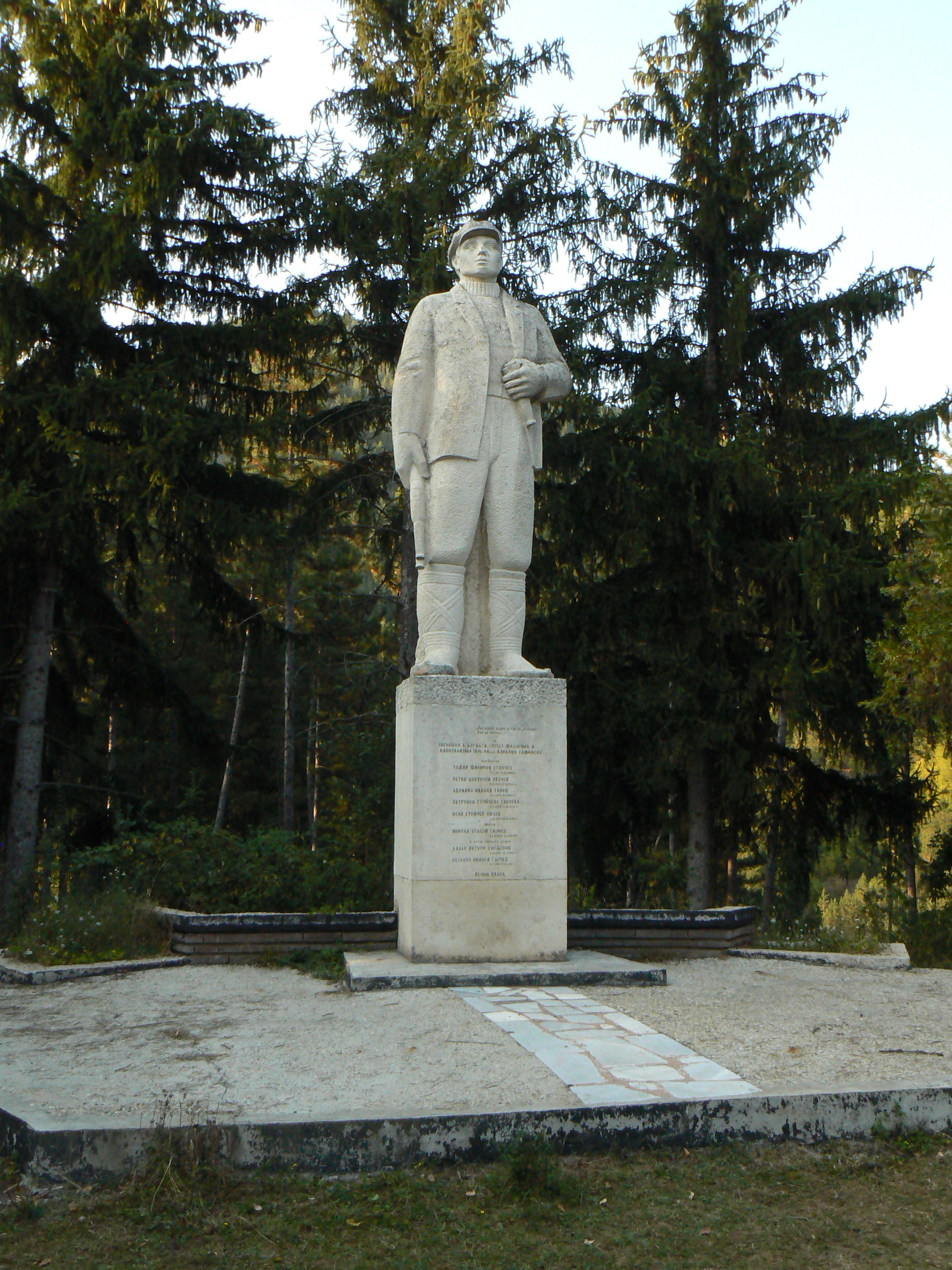
Памятник партизанам в селе Бакёво

Бакёво (болг. Бакьово) — село в Болгарии. Находится в Софийской области, входит в общину Своге. Население составляет 21 человек. Родина япониста Братислава Иванова.

## Политическая ситуация
Бакёво подчиняется непосредственно общине и не имеет своего кмета.
Кмет (мэр) общины Своге — Эмил Кирилов Иванов (Движение за права и свободы) по результатам выборов.